# Unser Leben
Unser Leben – monumentalny fryz mozaikowy otaczający z czterech stron (na wysokości dwóch kondygnacji) modernistyczny wieżowiec Haus des Lehrers (Dom Nauczycieli) w Berlinie, w południowo-wschodnim narożniku Alexanderplatz. Zaprojektowany i wykonany został przez niemieckiego artystę Waltera Womackę w latach 1962–1964, we współpracy z innymi artystami. Mozaika składa się z ponad 800 tysięcy pojedynczych kolorowych płytek, ma wymiary 7 × 125 metrów, co czyni ją jednym z największych pod względem powierzchni dziełem sztuki w Europie.

## Opis
Mozaikowy fryz Unser Leben (dosł. nasze życie) powstał w ramach konkursu ogłoszonego przez Ministerstwo Kultury NRD. Składa się z około 800 000 pojedynczych ceramicznych płytek i rozciąga się na dwóch piętrach wieżowca zaprojektowanego przez Hermanna Henselmanna na Alexanderplatz. Monumentalne dzieło o wysokości 7 metrów i długości 125 metrów zaprojektował i zrealizował Walter Womacka w latach 1962–1964 we współpracy z innymi artystami, przedstawia sceny figuratywne i symboliczne motywy z życia obywateli NRD. Jest największym pod względem powierzchni dziełem sztuki w Europie.
Inspiracją dla projektu dla Womacki były murale meksykańskich artystów. Sceny zaprojektowano w odważnych kolorach i płaskich formach oprawionych czarnymi konturami. Każda strona ma swój własny temat. Północna strona fryzu poświęcona jest tematyce nauki i techniki. Ściana południowa przedstawia pracowników różnych zawodów w towarzystwie malarza. Zachodnia strona fryzu przedstawia codzienne sceny z życia w NRD. Głównym tematem strony wschodniej jest przyjaźń między narodami. Przedstawione grupy zawodowe współistnieją, współpracują ze sobą, a ideę pokojowego współistnienia wyraża symboliczna biała gołębica, która łączy poszczególne sceny.
Na elewacji wschodniej zilustrowana jest m.in. młoda para na kwietnej łące, która jest cytatem własnego obrazu „Na plaży” Womacki z 1962 roku. Był to najczęściej reprodukowany obraz w historii NRD.

## Powstanie fryzu
Zamówienie mozaiki poprzedził konkurs ogłoszony przez Ministerstwo Kultury NRD. Już w planach budowlanych Henselmanna zaplanowano – na poziomie III i IV piętra – okalający cały budynek ozdobny fryz. Na tych kondygnacjach pozbawionych okien zaprojektowane zostały magazyny Centralnej Biblioteki Pedagogicznej.
Wstępny szkic fryzu opracowany przez Womackę przedstawiał ludzkość w kontekście czterech żywiołów – ognia, wody, ziemi i powietrza. Jury konkursu projekt ten odrzuciło argumentując, że jest zbyt „niemarksistowski i metafizyczny”, podczas gdy jak pisze historyk sztuki Elmar Kossel, fryz miał – w zamysłach jury – podkreślić chłód i surowość modernistycznego zespołu Henselmanna jako „architektury socjalistycznej”. Jak pisze historyk sztuki Uta Grundmann, oficjalnym zadaniem sztuki i kultury w NRD było „wychowanie moralne[...], polityczne[...] i estetyczne[...] ludności wschodnio-niemieckiej w duchu panującego światopoglądu”. Jak zapisano w konstytucji z 1968 r., twórczość artystyczna powinna opierać się „na ścisłym związku twórców kultury z życiem ludzi”.
W kilku etapach Womacka opracował nową koncepcję, która w większym stopniu uwzględnia specyfikację klienta dotyczącą jasnego języka wizualnego i klarowności treści. Zaprojektował fryz przedstawiający sceny figuratywne i wspólne motywy symboliczne w odważnych kolorach, płaskich formach i czarnych konturach. Tu wzorem i inspiracją dla Womacki były murale meksykańskich artystów. Womacka stworzył idealny obraz pokojowego, nowoczesnego państwa socjalistycznego, z młodym, kreatywnym i harmonijnym społeczeństwem, które z ufnością patrzy w przyszłość. Harmonijne zestawienie na fryzie różnych grup zawodowych zapowiada obietnicę społeczeństwa bezklasowego.

## Renowacja
W trakcie kompleksowego remontu budynku (przeprowadzonego na zlecenie Berliner Congress GmbH i spółdzielni mieszkaniowej Berlin Mitte) mozaika została rozebrana i odnowiona zgodnie z wymogami konserwatorskimi, a następnie zamontowana w pierwotnej lokalizacji w 2004 roku.

## Galeria

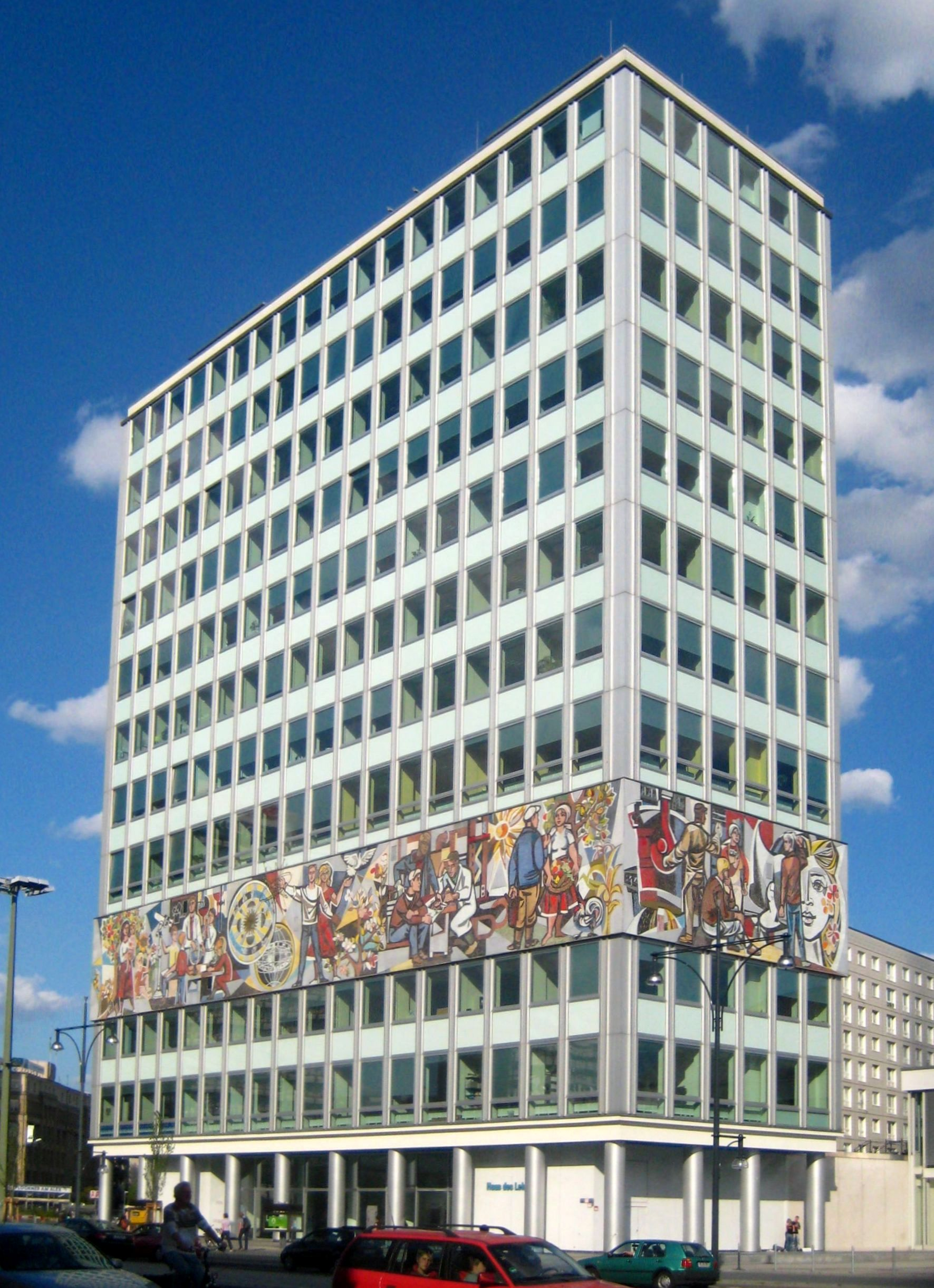
Budynek „Domu nauczycieli” z mozaiką.
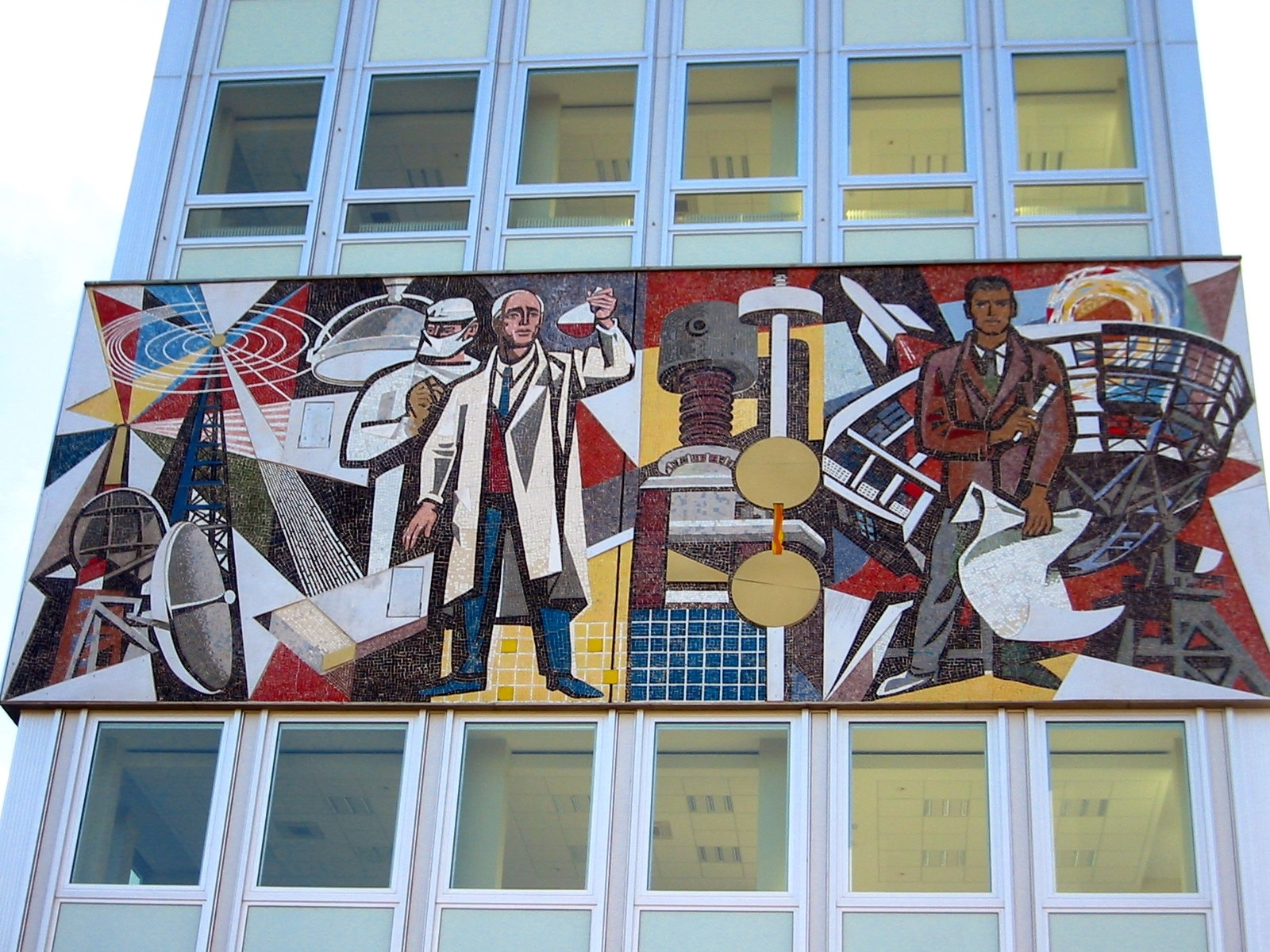
Mozaika – elewacja północna.
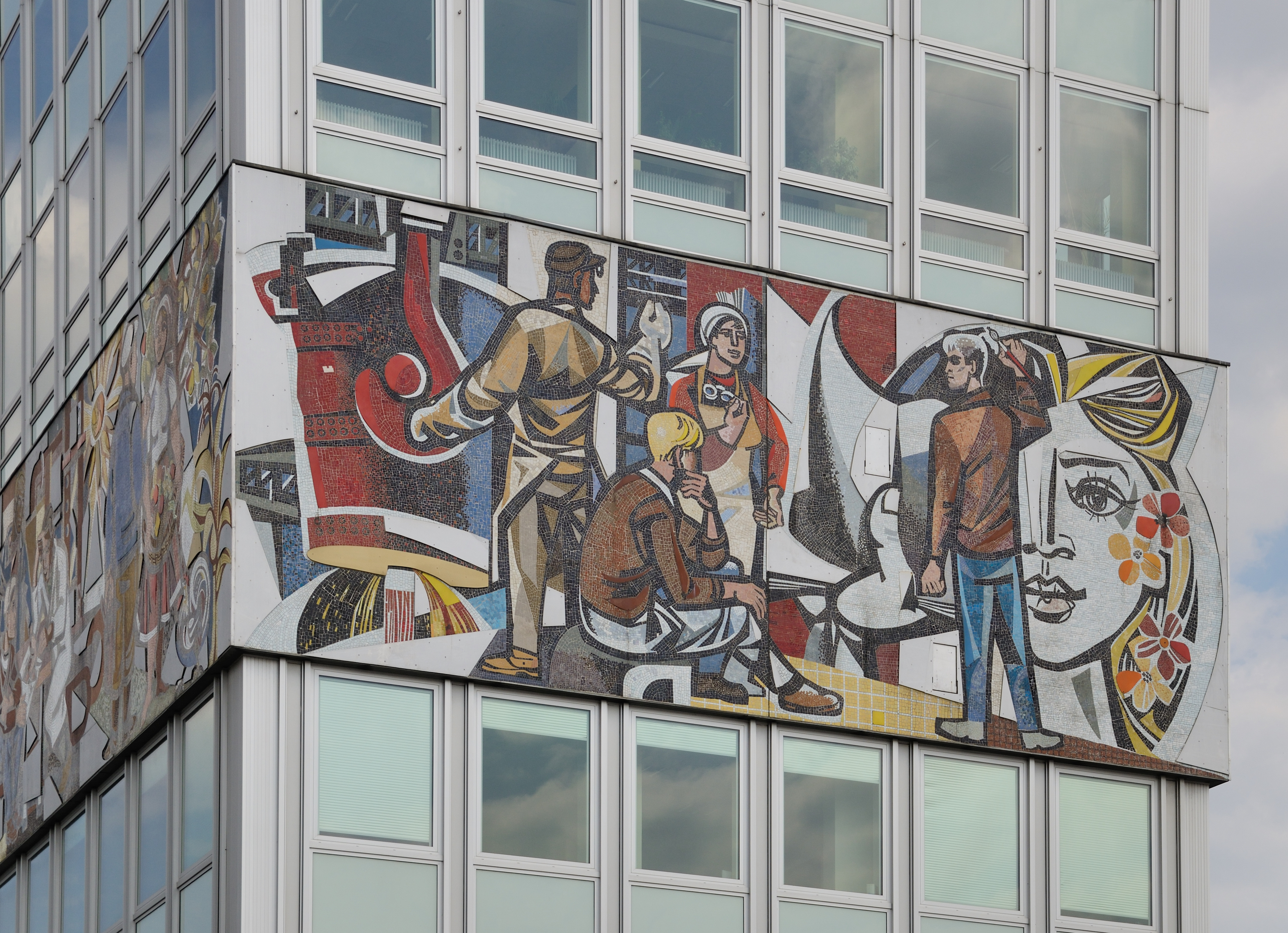
Mozaika – elewacja południowa.
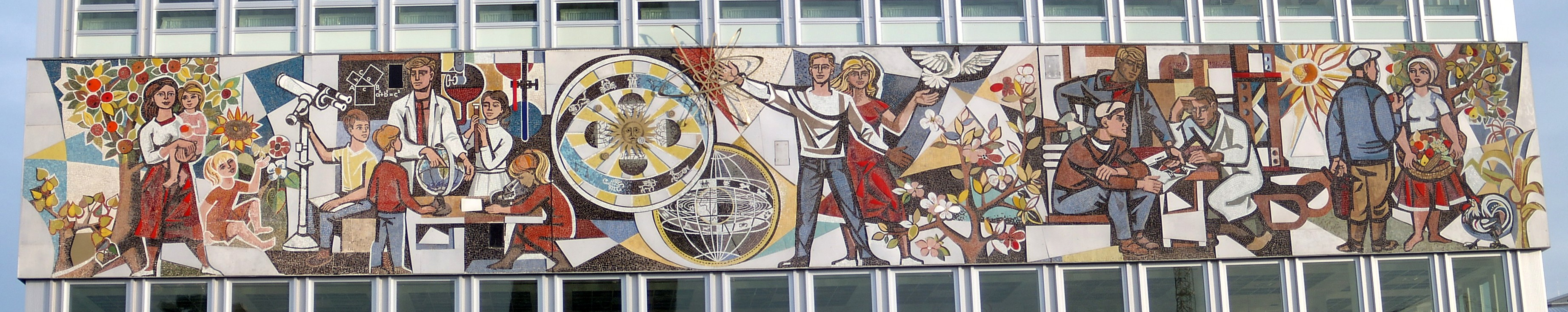
Panorama elewacji zachodniej
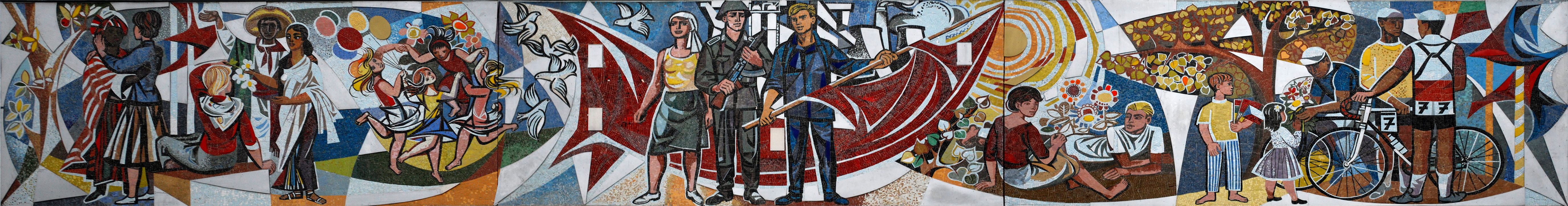
Panorama elewacji wschodniej.